# Louhioja
Louhioja är en tätort (finska: taajama) i Joensuu stad (kommun) i landskapet Norra Karelen i Finland. Vid tätortsavgränsningen den 31 december 2021 hade Louhioja 227 invånare och omfattade en landareal av 1,56 kvadratkilometer.